# Noccaea macrantha
Noccaea macrantha är en korsblommig växtart som först beskrevs av Vladimir Ippolitovich Lipsky, och fick sitt nu gällande namn av Friedrich Karl Meyer. Noccaea macrantha ingår i släktet backskärvfrön, och familjen korsblommiga växter. Inga underarter finns listade i Catalogue of Life.